# 宮岡良丞
宮岡 良丞（みやおか りょうすけ、1993年8月7日- ）は、愛媛銀行の銀行員、TBS『SASUKE』の有力選手。愛媛県立松山中央高等学校、関西大学卒業。

## 来歴
愛媛県松山市出身。小学1年生からテニスを始め、その後25歳まで続けた。高校時代にはインターハイに進出したことがあるほか、2017年には愛媛県選手権の男子シングルスで優勝、2018年には日本テニス協会ランキングで国内126位にランクインした。
2016年に愛媛銀行入行。本店営業部、松山市役所支店、徳島支店を経て、2023年8月からは三島支店勤務。
SASUKEと出会ったのは2000年の第6回大会。特に第8回大会は強く印象に残っているといい、その後、自分もSASUKEに出場したいという夢を抱くようになる。2014年、SASUKE PARK in豊洲で完全制覇。それ以降SASUKEへの応募を続けたものの出場は叶わず、第41回大会（2023年）での初出場までに10年を要した。この頃の心境について、「人生で一番楽しい時であろう20代をSASUKEに費やしてきた。やめるにもやめられない状態でした」と語っている。
また、銀行員という職業柄、出場にも困難が伴った。第41回大会の出場にあたっては、銀行内で自身の練習動画を繰り返し見てもらい、SASUKEファンの徳島支店支店長の後押しもあって出場の稟議が下った。稟議書は頭取や役員の判子で埋め尽くされていたという。
第41回大会では初出場ながら1st・2ndステージを突破。3rdステージでもバーティカルリミット.BURSTまで進出し、同大会の最優秀成績タイに輝いた。この活躍により、勤務先の銀行の頭取賞を受賞し、四国中央市の広報誌に特集されるなどした。翌2024年の第42回大会ではバーティカルリミット.BURSTをSASUKE史上初めてクリアし、FINAL進出を果たした。
2024年大晦日放送のTBS『オールスター体育祭』のコーナー「赤坂5丁目ミニマラソン」にSASUKEと同様スーツで挑戦し、第5位でゴールした。

## 人物
- 身長175cm、体重65-66kg[1]。
- 憧れる選手として森本裕介を挙げている[4]。また、幼少期には長野誠の軽やかな動きに憧れ、公園で長野の真似をしていたという[1]。
- 第29回森本裕介のクレイジークリフハンガークリアをきっかけにSASUKEへの応募を始めた。
- 自宅にはSASUKEの練習セットがあり、自身で組み立てたセットの製作費用は300万円以上に上る[1][5]。
- 内宮修造や後藤祐輔は、出場を目指してともに練習したトレーニング仲間[2]。また、森本裕介らとも共に練習したことがあり、森本は宮岡について「僕から見ても変態って言いたくなるくらいの練習してる」、「怪物ですよ」と評価している[2][4]。
- 第41回大会リタイア後は「バーティカルリミットは日本中の誰にも負けない自信はあった」と語り、リタイアの悔しさとともに、出場を果たせたことの幸せを語った[2]。
- 好きなエリアはクリフハンガー、嫌いなエリアはスピードクライミングと語っている。

## SASUKEでの戦歴

### 大会ごとの戦歴

#### 第40回記念大会以前
第40回記念大会のリモートオーディションに参加。自宅セットのクリフディメンションとバーティカルリミットをクリアするパフォーマンスを魅せるも、出場には至らず。最終予選会にも出場していたが、第1ステージのエンドレス腕立て伏せで敗退。第40回は収録前日の2ndステージのシミュレータを担当していた。

#### 第41回大会
初応募から10年の歳月をかけて第41回に初出場。1stステージから全てが初挑戦の中、1stを21.06秒残しでクリア。2ndステージも6.97秒残しでクリア。3rdステージでは今大会のクリフディメンションの最初の成功者に名乗りを上げ、バーティカルリミット.BURST初めての挑戦者となった。結果は最後の突起に手をかけた瞬間、回転の影響で右手のみで耐える形となり落水。日本人では田中光以来の初出場での最優秀成績者となった（ゼッケン59）。

#### 第42回大会
78番を背負い1stステージをクリア、その後も2ndステージも見事クリアした。前回バーティカルリミット.BURSTで落水してしまった3rdステージでは、クリフディメンションを安定してクリアした後、バーティカルリミット.BURSTへ。すると前回突破できなかった2回目の回転に耐え、人類史上初めて.BURSTをクリア。直後にパイプスライダーも突破し、今大会唯一のFinal進出者となった。Finalステージはサーモンラダー15段をクリアした直後にタイムアップ。今大会も最優秀成績者となり、史上初の（タイ記録を含めた）初出場から2大会連続の最優秀成績と共に、史上6人目の単独ファイナリストとなった。なお、2ndステージを除いてスーツ姿で挑んだ。

### 大会別成績
| 大会       | ゼッケン | STAGE | 記録                       | 備考                                           |
| ---------- | -------- | ----- | -------------------------- | ---------------------------------------------- |
| 第41回大会 | 59       | 3rd   | バーティカルリミット.BURST | 6つ目の突起の回転で落下、最優秀成績タイ        |
| 第42回大会 | 78       | FINAL | 綱登り                     | 綱に手をかけたところでタイムアップ、最優秀成績 |

### 通算成績
| 出場数 | 2nd進出 | 3rd進出 | FINAL進出 | 最優秀成績 |
| ------ | ------- | ------- | --------- | ---------- |
| 2回    | 2回     | 2回     | 1回       | 2回        |

- 2024年 第42回大会終了時点